# Элазнаурский трактат
Элазнаурский трактат, она же Элазнаурская конвенция (груз.: ელაზნაურის შეთანხმება) — договор между Имеретинским царством и Российской империей, который был подписан 25 апреля 1804 года в селе Элазнаури (район Вахани, современный Харагаульский муниципалитет, Имеретия) царем Имеретии Соломоном II и генералом Павлом Цициановым.

## История

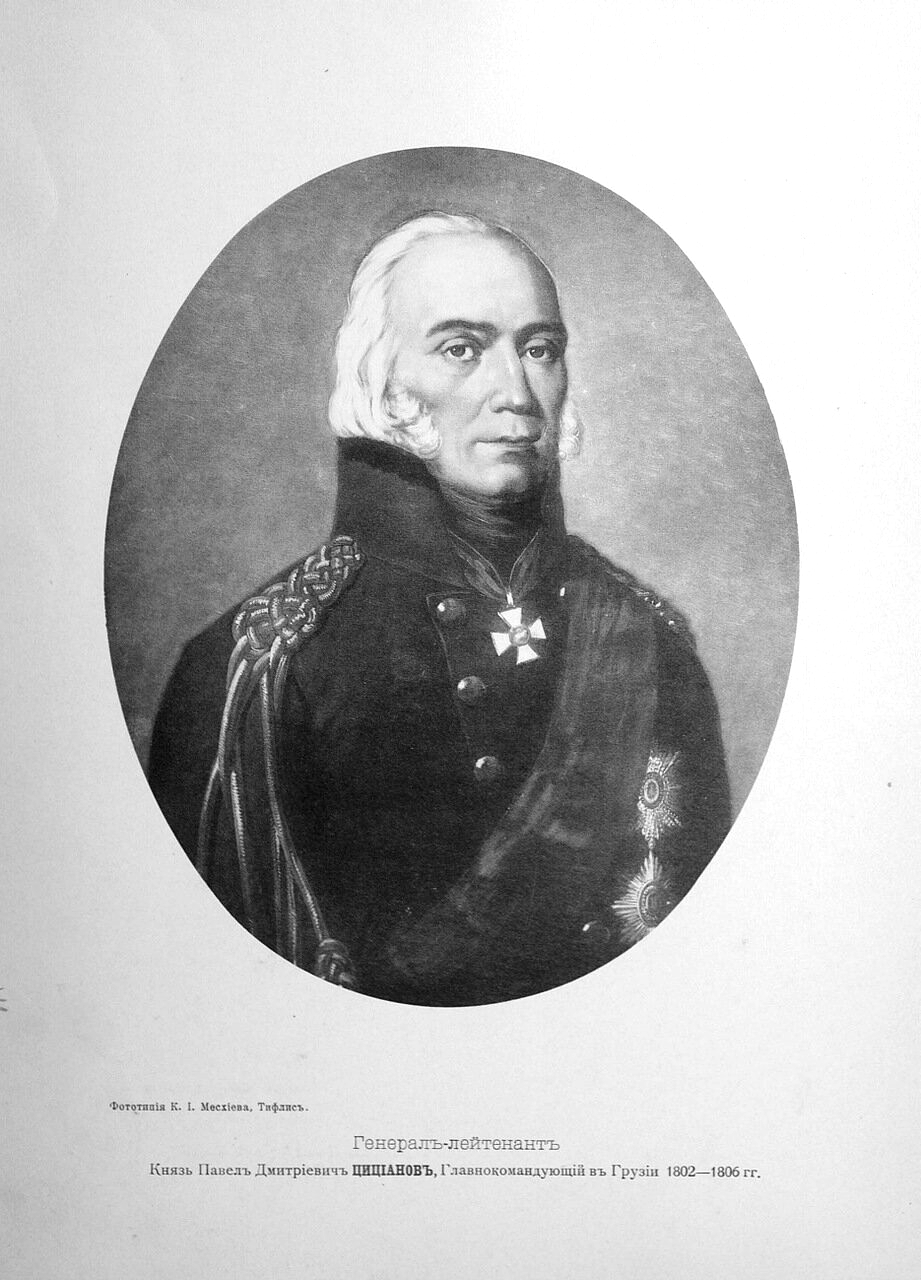
Генерал Павел Цицианов

14 апреля 1804 года (по старому стилю) генерал Павел Цицианов выехал из Гори с ротой 9-го егерского полка, и явился в имеретинское селение Вахани. Царь Соломон прошел через Чхери и Легвани, встретившись с Цициановым «возле урочища Элазнаури». Генерал Павел Цицианов требовал подчинения со стороны Имеретинского царства, однако царь Соломон готов был согласиться лишь при том условии, что Лечхуми будет признано за ним, идя вразрез с решениями Российской империи, которая утвердила этот регион за князьями Дадиани, что вызвало затяжные и сложные переговоры. В результате этого 19 апреля Цицианов прервал переговоры, заявив, что присоединит Имеретинское царство силой, на следующий же день приказав своей роте явиться в село Серабно (Сербаиси), принуждая крестьянское население присягнуть на верность Российской империи. В то же время правительством Российской империи было решено отдать приказ генералу Тучкову срочно прибыть в село Али, откуда он смог бы быстрее пройти в Имеретию, заняв по пути села Корбоули и Беретиса, которые аналогичным образом должны были бы присягнуть на верность Российскому Императорскому Дому.
Царь Соломон спешил, осознав, что его царство постепенно аннексируют и без соглашения. Это побудило его вернуться за стол переговоров, уже забыв про притязания на Лечхуми по договору, рассчитывая устно объяснить свои претензии императору. Императора Александра I Романова это устроило.
25 апреля царь Соломон II из имеретинской ветви династии Багратионов официально принес присягу императору Александру I, и подписал Элазнаурский трактат.
Он состоял из семнадцати пунктов. Генерал Дубровин от 1866 года публикует соглашения из этого договора:
1. Соломон передаёт себя со всем потомством и царством в вечное и верное рабство и подданство России.
2. Просит о сохранении ему и его наследникам права «пользоваться правами царя имеретинского» с обязанностями раба государя императора.
3. Оставить ему суд и расправу.
4. Русские войска занимают Имеретию ради порядка и спокойствия.
5. При обнаружении рудников часть дохода достаётся царю.
6. При построении нового города часть доходов достаётся царю.
7. Царь обязуется повиноваться российским властям как верноподданный раб.
8. Для русских войск царь обязуется выстроить дома с отоплением. Обещает поставлять войскам провиант и фураж.
9. Обещает поставлять рабочих для разработки руд.
10. Обещает бесплатно выдавать лес для караблестроения.
11. На Мегрелию претензий обещает не иметь, пленных мегрелов вернуть, а захваченные крепости отдать.
12. Держать в исправности дороги и гарантировать безопасность проезжающим.
13. Предоставить царевичу Константину доходы.
14. Сам Константин остаётся в Грузии или России (но не в Имеретии).
15. С товаров (кои повезут из Поти в Тбилиси) пошлин не брать, но получать часть от таможенных доходов.
16. Запрещается переход из подданства Грузии в подданство Имеретии или наоборот.

Отдельно (т.е 17-м пунктом) между Цициановым и Соломоном было оговорено, что за царем Имеретии останется та часть Лечхуми, которую он уже контролирует; вопрос принадлежности региона в целом должен будет решен позднее. Это был секретный пункт, потому что противоречил договорённостям Цицианова с князем Григолом Дадиани и пункту 11-му этой же самой конвенции.

## Последствия

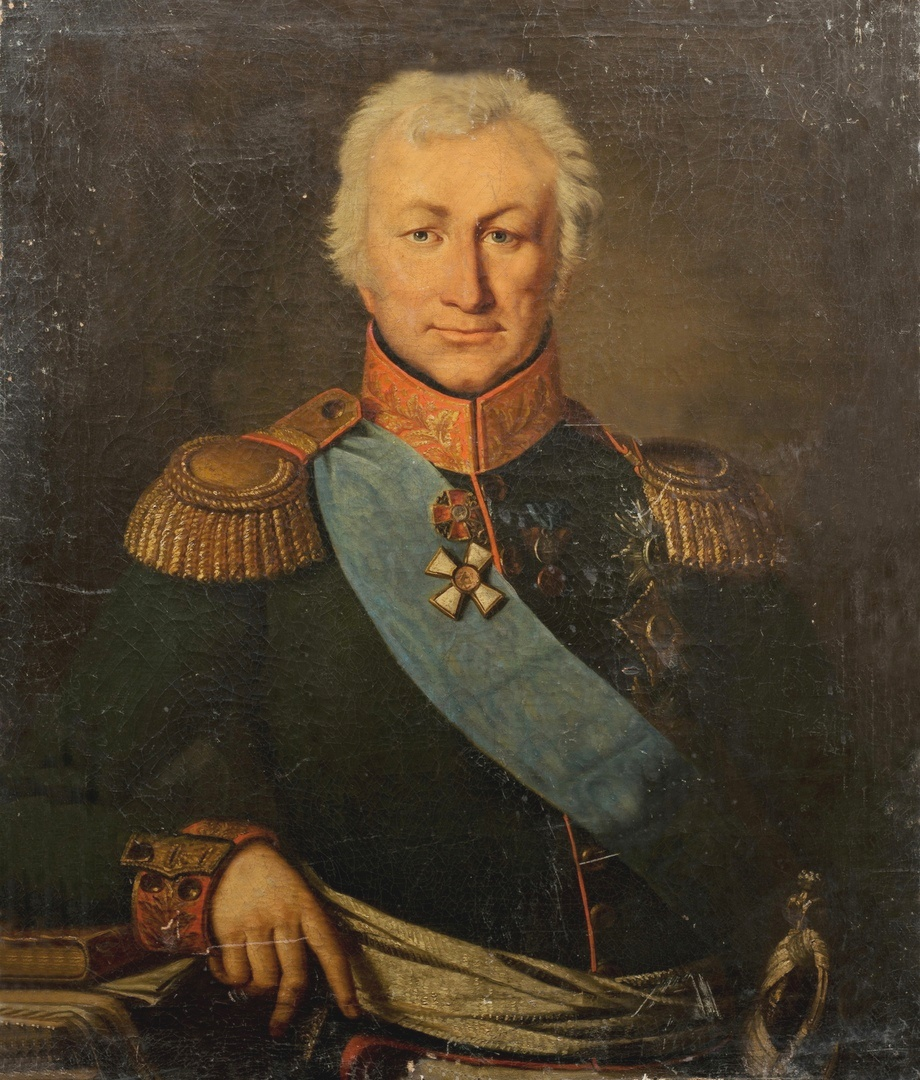
Генерал Тормасов

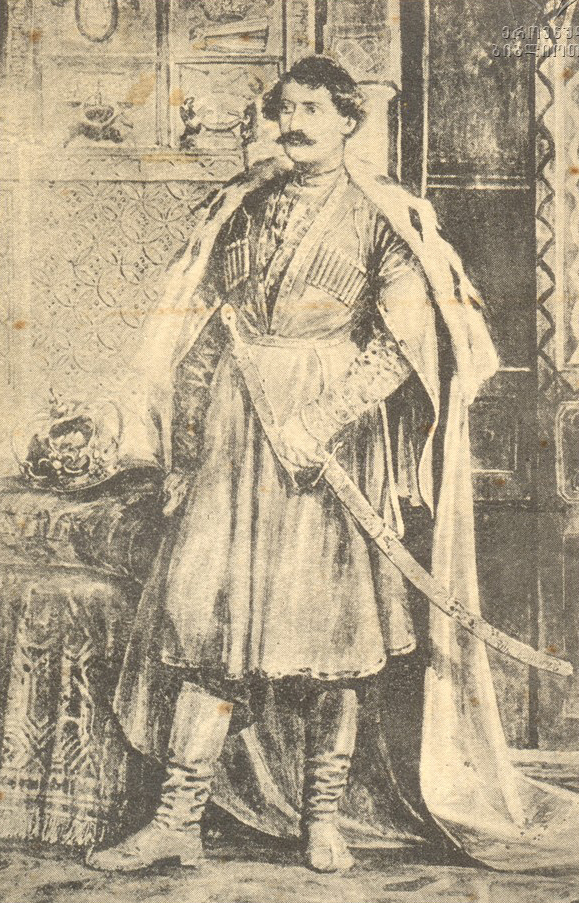
Последний царь Имеретии, Соломон II

Фактически, подписание Элазнаурского трактата для Соломона знаменовало отстранение от управления Имеретией, которая была поглощена ставленниками Российской империи, вынудив Соломона удалиться в Варцихе, чтобы в случае чего спешно сбежать в Османскую империю. Из своего имения Варцихе он наблюдал, как Имеретией правят русские чиновники, жестоко обращавшиеся с местным населением и дворянством. В одном из своих писем генералу Тормасову царь Соломон пишет:
Если соблюдали свято, то почему отняли у нас город наш Кутаиси <…> во дворце нашем, в самой спальне нашей нижние чины держат наложниц — служанок, отнятых у наших же князей <…> почему солдаты схватили в Кутаисе самого зятя моего, из первых князей Имеретии, Цулукидзе Давида, волочили его, били, расшибли ему голову <…> русские войска столько лет стоят в нашем царстве как у себя дома, продовольствуясь от нас дровами, квартирами, провиантом, фуражем, быками, лошадьми, арбами, пищею и питьем <…> вместо благодарности ругают нас и презирают наших князей и благородных?Царь Соломон II — генералу Тормасову, 5 января 1810 г. (Акты IV, 216)
Это вынудило царя Соломона восстать против Российской империи, он посылал письмо с просьбой о помощи даже Наполеону Бонапарту, но этим планам не суждено было сбыться. 21 марта он перешел через селение Дирби, некогда принадлежавшее князьям Багратион-Давитишвили, в село Вариани, где его перехватил генерал Тормасов и арестовал. Однако 10 мая ему удалось сбежать и укрыться в Имеретии, в результате чего Тормасов приказал устранить царя Соломона II физически в виду своей опасности для Российской империи. Разрешено было действовать любыми способами, вплоть до самых неэтичных, потому что для спасения человечества разрешено всё, и нет ничего священного (прямым текстом так). И казалось бы, Имеретия видала и не такие падения нравов, но в данном случае изменников и предателей найти не удавалось.
«Дух всеобщей революции, — доносил Симанович 30 сентября, — почти никого не допускал склоняться на пользы, какие мог бы кто получить от приверженности к нашей стороне, и совершенно преданных нам людей … не было почти никого».
Последнее сражение Соломона с Российской империей произошло в Ханийском ущелье, на его стороне было около 500 имеретинцев и 150 турок. Соломон был разбит, ушел в Ахалцихе и более не возвращался в Имеретию.